# شون كروكر
شون كروكر (بالإنجليزية: Sean Crocker)‏ هو لاعب غولف زيمبابوي، ولد في 31 أغسطس 1996 في هراري في زيمبابوي.

## وصلات خارجية
- شون كروكر على موقع رابطة لاعبي الغولف المحترفين (الإنجليزية)
- شون كروكر على موقع رابطة أوروبا للاعبي الغولف المحترفين (الإنجليزية)
- شون كروكر على موقع التصنيف العالمي الرسمي للغولف (الإنجليزية)